# Sam Giancana
Salvatore Giancana, nascido Gilorma Salvatore Giangana e mais conhecido como Sam Giancana, foi um gângster americano líder da organização Chicago Outfit, sucedendo Paul Ricca em 1957 até a sua morte em 1975. Seus outros apelidos eram "Momo", "Sam the Cigar" e "Sammy".
Segundo teorias da conspiração, é um dos suspeitos do suposto suicídio de Marilyn Monroe (junto com a CIA) e também um dos suspeitos de planejar as mortes de John F. Kennedy e Robert F. Kennedy.[carece de fontes?]

## Documentos secretos sobre a morte de Kennedy
Em 26 de Outubro de 2017, o governo dos Estados Unidos divulgou milhares de documentos secretos relacionados à morte do ex-presidente John F. Kennedy.
Um desses documentos, datado de 1975, detalha como, nos primeiros dias da presidência de Kennedy, a CIA ofereceu 150 mil dólares a Sam Giancana para organizar o assassinato do ditador cubano Fidel Castro. Em troca, Giancana pediu a ajuda da CIA para colocar um dispositivo de escuta no quarto de sua amante, uma dançarina de Las Vegas que ele pensava que estivesse tendo um caso.

## Morte

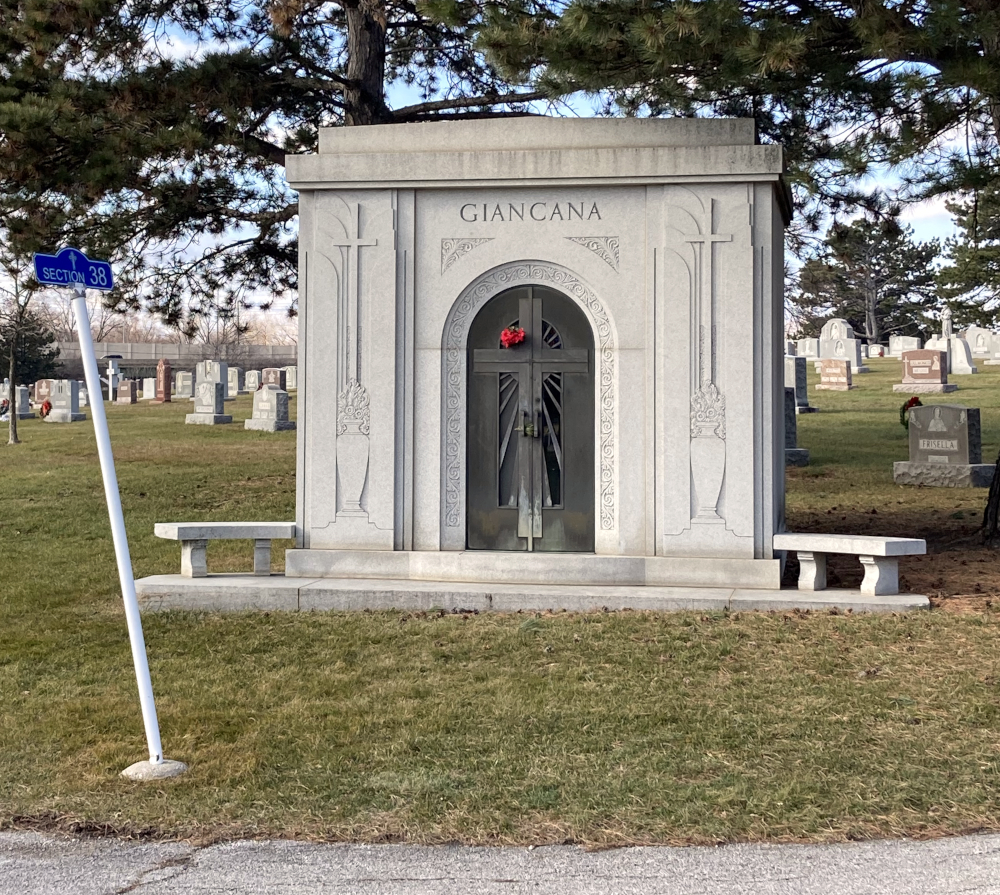
Túmulo de Sam Giancana (1908–1975) no Cemitério Mount Carmel, Hillside, IL

Foi morto após retornar ao Estados Unidos por um homem não identificado com sete tiros ao total no pescoço e rosto. Seu assassinato ainda gera especulações de que possa ter algum envolvimento da CIA.